# Ламбада
Ламба́да (порт. Lambada; Lambadaⓘ — удар батогом) — бразильський музичний стиль і танець, що виникнувши на півночі Бразилії (штат Пара) завдяки широкій популяризації наприкінці 1980-х — на початку 1990-х років, зокрема виконанню французьким гуртом «Kaoma», здобув загальносвітове визнання і став модним у цілому світі, зокрема в Україні. 
Вважається, що основою танцювального стилю ламбади є рухи танцю каримбо, який виконували індіанці Амазонії. Без сумніву, на ламбаду вплинули й два інших бразильські танці — машіші і форро. 
Батьківщиною ламбади традиційно називають бразильське місто Порту-Сегуру. Своїй назві — ламбада (lambada) танець завдячує слівцю, яке на бразильських радіостанціях править за назву взагалі модної, трендової мелодії, мотиву, хіта . Оскільки ламбада трохи відрізняється від каримбо, то саме ця, інша,  назва закріпилася за танцем з часом.
Наприкінці 1980-х років французький продюсер Олівьє Ламот відвідавши Порту-Сегуру, побував на місцевому карнавалі, де і вгледів виконання ламбади-каримбо. По поверненні до Франції Ламот вирішив популяризувати танець, для чого створив музичний поп-гурт «Kaoma», що складався з вихідців із Сенегалу. У 1989 році «Kaoma» записала пісню «Lambada», текст та музику якої було запозичено з пісні «Llorando se fue» («Пішла плачучи») болівійського гурту «Los Kjarkas», що навіть привело до судового позову через плагіат проти «Kaoma», який «Kaoma» програла. Саме з цієї причини найбільше розповсюдження у світі отримала інструментальна версія пісні. «Lambada» стала міжнародним хітом у дуже короткий термін. Саме з цією піснею, точніше її мелодією, і дотепер переважно асоціюється поняття ламбада.
Крім Європи, танець завоював популярність у Північній Америці, а у Бразилії викликав справжню хвилю захвату, ставши шалено популярним, попри існуючу думку, що раніше повсюдному поширенню танцю на його батьківщині заважала сувора мораль, що в ламбаді вбачала рухи занадто сексуального спрямування.

## Виноски
1. ↑  Архівована копія. Архів оригіналу за 19 квітня 2009. Процитовано 1 травня 2009.{{cite web}}:  Обслуговування CS1: Сторінки з текстом «archived copy» як значення параметру title (посилання)